# Hugh le Despenser
Hugh le Despenser, emellanåt kallad Despenser den äldre, född 1 mars 1261, död 27 oktober 1326 i Bristol, var under en tid Edvard II av Englands främste rådgivare. Han var far till Hugh Despenser den yngre.
Han blev baron 1295 och han var en av de få baroner som var fortsatt lojal mot Edvard under konflikten med Piers Gaveston. Despenser blev Edvards rådgivare efter att Gaveston avrättats 1312, men de andra baronernas avund ledde till att han landsförvisades tillsammans med sonen 1321. 
Edvard hade emellertid svårt att klara sig utan dem, och återkallade dem till England ett år senare, en handling som gjorde drottningen, Isabella ursinnig och ännu argare blev hon då Despenser blev earl av Winchester. Då Isabella och hennes älskare Roger Mortimer revolterade mot kungen, tillfångatogs och avrättades båda Despensers. Despenser den äldre hängdes i Bristol 27 oktober 1326.